# ردوکس (سیستم عامل)
ردوکس یک سیستم عامل میکروکرنل شبه یونیکس است که با زبان برنامه‌نویسی راست نوشته شده و بر ایمنی، پایداری و عملکرد تمرکز دارد. هدف ردوکس امن، قابل استفاده و رایگان بودن است و از هسته‌ها و سیستم عامل‌های قبلی مانند SeL4، مینیکس، پلان ۹ و بی‌اس‌دی الهام گرفته شده‌است. این سیستم عامل شبیه به گنو و بی‌اس‌دی است، اما به زبان مناسب برای حافظه نوشته شده‌است. این نرم‌افزار منبع بازو رایگان است که تحت مجوز ام‌آی‌تی منتشر شده‌است.
ردوکس نام خود را از واکنش‌های اکسایش-کاهش در شیمی گرفته‌است. یکی از واکنش‌های ردوکس، خوردگی آهن است که زنگ نیز نامیده می‌شود.

## طراحی
سیستم عامل ردوکس با هدف امنیت طراحی شده‌است. این در دو تصمیم طراحی این سیستم عامل منعکس شده‌است:
1. استفاده از زبان برنامه‌نویسی راست برای پیاده‌سازی
2. استفاده از طراحی ریزهسته، مشابه مینیکس

## اجزاء
ردوکس بسته‌هایی را ارائه می‌دهد (تخصیص دهنده حافظه، سیستم فایل‌بندی، مدیر نمایش، ابزارهای اصلی و غیره) که با هم یک سیستم عامل کاربردی را تشکیل می‌دهند. ردوکس متکی بر اکوسیستم نرم‌افزاری است که توسط اعضای پروژه به زبان راست نوشته شده‌است.
- هسته ردوکس – برگرفته از مفهوم ریزهسته‌ها، با الهام از مینیکس
- Ralloc - تخصیص دهنده حافظه
- سیستم فایل TFS – با الهام از سیستم فایل زی‌اف‌اس
- پوسته یونی – کتابخانه زیربنایی برای شل‌ها و اجرای دستورهای در ردوکس و پوسته پیش فرض
- pkgutils – مدیر بسته
- سیستم پنجره‌سازی مداری - نمایشگر و مدیر پنجره، طرح مداری را تنظیم می‌کند، نمایشگر را مدیریت می‌کند و درخواست‌های ایجاد پنجره، ترسیم مجدد و نظرسنجی رویداد را رسیدگی می‌کند.
- relibc – کتابخانه استاندارد C

## برنامه‌های کاربردی خط فرمان
ردوکس از برنامه‌های رابط خط فرمان (CLI) پشتیبانی می‌کند، از جمله:
- ویرایشگر سدیم – مشابه وی که برجسته سازی سینتکس را فراهم می‌کند
- Rusthello – هوش مصنوعی رورسی پیشرفته؛ بسیار همرونداست و به عنوان اثبات توانایی‌های چند رشته‌ای ردوکس عمل می‌کند. از استراتژی‌های هوش مصنوعی مختلف مانند brute force, minimax، بهینه‌سازی‌های محلی و هوش مصنوعی ترکیبی پشتیبانی می‌کند.

## برنامه‌های گرافیکی
ردوکس از برنامه‌های رابط کاربری گرافیکی (GUI) پشتیبانی می‌کند، از جمله:
- NetSurf - یک مرورگر وب سبک‌وزن که از موتور طرح بندی خود استفاده می‌کند.
- ماشین حساب - یک ماشین حساب نرم‌افزاری که عملکردهایی مشابه برنامه ماشین حساب ویندوز ارائه می‌دهد.
- ویرایشگر – ویرایشگر متن ساده، مشابه نوت‌پد ویندوز
- مرورگر فایل – یک مدیر فایل که نمادها، نام‌ها، اندازه‌ها و جزئیات فایل‌ها را نمایش می‌دهد. از دستور لانچر برای باز کردن فایل‌ها هنگام کلیک کردن بر روی آنها استفاده می‌کند
- نمایشگر تصویر - نمایشگر تصویر برای انواع فایل‌های ساده
- Pixelcannon – رندر سه بعدی، می‌تواند برای محک زدن دسکتاپ Orbital استفاده شود
- Orbterm – شبیه‌ساز ترمینال نوع ANSI

## تاریخچه
ردوکس توسط جرمی سولر ساخته شد و اولین بار در ۲۰ آوریل ۲۰۱۵ در گیت‌هابمنتشر شد. تا جولای ۲۰۲۱، مخزن ردوکس در مجموع ۷۹ مشارکت کننده داشته‌است.